# Tetariya (Bara)
Tetariya (nep. तेरारिया) – gaun wikas samiti w środkowej części Nepalu w strefie Narajani w dystrykcie Bara. Według nepalskiego spisu powszechnego z 2001 roku liczył on 461 gospodarstw domowych i 2928 mieszkańców (1472 kobiet i 1456 mężczyzn).